# Das gestohlene Gehirnwellenmuster
Das gestohlene Gehirnwellenmuster (Originaltitel: The Jihad) ist die 16. Episode der ersten Staffel der Science-Fiction-Zeichentrickserie Die Enterprise. Sie wurde in englischer Sprache erstmals am 12. Januar 1974 bei NBC ausgestrahlt. In Deutschland wurde sie bei der Erstausstrahlung der Serie 1976 im ZDF ausgelassen. Eine deutsche Synchronfassung erschien erstmals 1994 auf VHS. Die erste Fernsehausstrahlung erfolgte am 29. September 2016 auf Tele 5.

## Handlung
Im Jahr 2269 bei Sternzeit 5683.1 fliegt die Enterprise zu einem Asteroiden, wo die Vendala, die älteste bekannte Raumfahrt betreibende Spezies, ein Team von Spezialisten versammelt hat, das eine große Gefahr für die Galaxie abwehren soll. Auch Captain Kirk und sein erster Offizier Spock sollen zu diesem Team gehören. In einem geheimen Treffen stellt eine Vendala die beiden den anderen Mitgliedern vor: Tchar, der Erbprinz der vogelartigen Spezies der Skorr, Sord, ein Angehöriger einer reptilienartigen Spezies, Em/3/Grün, ein Angehöriger einer insektenartigen Spezies und die menschliche Jägerin Lara. Tchar erklärt die Situation: Sein Volk war einst äußerst kriegerisch, doch vor 200 Jahren bekehrte sie ein religiöser Führer namans Alar zu einer friedlichen Lebensweise. Die Skorr machten ihn daraufhin unsterblich, indem sie sein Gehirnwellenmuster in eine Skulptur aus Indurit übertrugen. Diese sogenannte „Großseele der Skorr“ wurde nun aber gestohlen und ein Rassenwahn ist ausgebrochen, der zu eskalieren droht. Die Skorr sind in der Lage, in zwei Jahren Milliarden von Kriegern auszubrüten. Wenn die Seele nicht schnell zurückgebracht wird, wird ein heiliger Krieg ausbrechen.
Die Vendala haben den Aufenthaltsort der Seele ermittelt. Es handelt sich um einen äußerst ungastlichen Planeten. Drei Expeditionen wurden bereits dorthin geschickt, doch keine ist zurückgekommen. Das neue Team wird nun von der Vendala dorthin teleportiert. Sie finden dort ein Fahrzeug vor, dessen Scanner Indurit aufspüren können. Als sie jedoch losfahren wollen, explodiert die Schalttafel und die Richtungsanzeige ist zerstört. Die Jägerin Lara meint, sie würde den Weg auch so finden und Tchar, der fliegen kann, bietet sich als Kundschafter an. Em/3/Grün gelingt es, das Fahrzeug notdürftig wieder flott zu machen und die Gruppe begibt sich auf den Weg. Sie bekommen es mit Lavaströmen und anderen Gefahren zu tun. Schließlich müssen sie ihr Fahrzeug aufgeben und zu Fuß weiter gehen. Als sie in einen Schneesturm geraten, verlassen Em/3/Grün seine Kräfte, doch Sord trägt ihn weiter.
Schließlich erreichen sie ein Gebäude, das einem alten Skorr-Tempel ähnelt. Die Tür ist verschlossen, doch Em/3/Grün kann das Schloss knacken. Plötzlich wird die Gruppe von mechanischen Flugwesen angegriffen, die Tchar entführen. Die anderen fliehen ins Innere des Tempels. Dort gibt es jedoch kein Schloss und als sich die Tür hinter ihnen wieder schließt, sind sie gefangen. Sie erblicken die Seele, die in einem Magnetfeld hoch über ihnen schwebt. Nur durch Klettern auf einen schmalen Wandvorsprung kommt man an sie heran. Kurz bevor sie die Seele erreicht haben, werden sie beschossen. Kirk ist sich jetzt sicher, dass ihre Mission von innen heraus sabotiert wurde und zwar von Tchar. Da er fliegen kann, konnte er als einziger leicht aus jeder Gefahr entkommen. Tchar gibt sich zu erkennen und bestätigt die Vermutung. Er hält sein Volk für verweichlicht und will es zu alter Stärke zurückführen, indem er es in einen heiligen Krieg ziehen lässt. Er bewundert aber den Mut der anderen Teammitglieder und will ihnen einen ehrenvollen Tod bereiten. Er schaltet im Tempel die Schwerkraft ab, damit sie ebenbürtig gegen ihn kämpfen können. Kirk und Spock haben aber Übung im Kämpfen in Schwerelosigkeit. Sie können Tchar überwältigen und die Seele in ihren Besitz bringen. Lara teleportiert nun mittels einer Fernbedienung das gesamte Team unverzüglich zurück auf den Asteroiden der Vendala.
Die Venala dankt dem Team für die geglückte Mission. Tchar wird in Gewahrsam genommen und sein Wahn soll geheilt werden. Zum Wohl der Galaxie soll die gesamte Mission jedoch geheim bleiben. Für die Besatzung der Enterprise und alle anderen Außenstehenden sind seit dem ersten Zusammentreffen auf dem Asteroiden nur wenige Minuten vergangen und auch für die Teammitglieder werden die Erinnerungen an die Suche nach der Seele allmählich verblassen.

## Verbindungen zu anderen Star-Trek-Produktionen
Für den Skorr Tchar wurde das nur geringfügig veränderte Animationsmodell des Aurelianers Aleek-Om aus der Folge Das Zeitportal wiederverwendet. Auch weitere Elemente wurden aus früheren Folgen wiederverwendet, beispielsweise mehrere Raumschiffmodelle aus Die Zeitfalle, die Planetenoberfläche aus Die Rettungsmission sowie die Flugwesen aus Das Superhirn und Auf der Suche nach Überlebenden.
In Folge 2.05 (Die Doopler-Verwirrung) der animierten Serie Star Trek: Lower Decks von 2021 sind erneut Angehörige des Volks von Em/3/Grün zu sehen.

## Produktion

### Drehbuch
Stephen Kandel hatte bereits die Drehbücher für die Folge Der Liebeskristall von Die Enterprise sowie von zwei Folgen der Vorgängerserie Raumschiff Enterprise geschrieben.

### Sprecher und Figuren
David Gerrold, der Sprecher von Em/3/Grün, war eigentlich als Drehbuchautor für Raumschiff Enterprise und Die Enterprise tätig.
Die Nebenfigur Lieutenant Commander Montgomery Scott tritt in dieser Folge zwar auf, hat aber keinen Text.

## Adaptionen
Alan Dean Foster schrieb eine Textfassung von Das gestohlene Gehirnwellenmuster, die auf Englisch erstmals 1975 in der Geschichtensammlung Star Trek Log 5 erschien. Die deutsche Übersetzung erschien 1993.

## Rezeption
Wes Huntington führte Das gestohlene Gehirnwellenmuster 2016 auf msureporter.com in einer Liste der zehn besten Folgen von Die Enterprise auf Platz 7.